# Anomospermum
Anomospermum Miers – rodzaj roślin z rodziny miesięcznikowatych (Menispermaceae). Obejmuje co najmniej 8 gatunków występujących naturalnie w strefie tropikalnej obu Ameryk.

## Systematyka
Pozycja systematyczna według APweb (aktualizowany system APG III z 2009)
Rodzaj z rodziny miesięcznikowatych (Menispermaceae).
Wykaz gatunków
| - Anomospermum andersonii Krukoff - Anomospermum bolivianum Krukoff & Moldenke - Anomospermum chloranthum Diels - Anomospermum grandifolium Eichler | - Anomospermum matogrossense Krukoff & Barneby - Anomospermum reticulatum (Mart.) Eichler - Anomospermum solimoesianum (Moldenke) Krukoff & Barneby - Anomospermum steyermarkii Krukoff & Barneby |